# 池尻稲荷神社
池尻稲荷神社（いけじりいなりじんじゃ）は、東京都世田谷区池尻にある神社。古くから「火伏せの稲荷、子育て稲荷」として住民に信仰されてきた。また大山道（矢倉沢往還）に面しており、江戸からの大山詣で旅人が水を求めて立ち寄ったとされる。「大山道と池尻稲荷」としてせたがや百景に選定されている。

## 祭神
祭神として以下を祀っている。
- 倉稲魂命
- 稲荷大明神

## 歴史
- 明暦年間(1655年〜1657年) - 池尻村、池沢村両村[注釈 1]の産土神として創建された[7]。
- 1930年（昭和5年） - 総檜造りで社殿が再建新築される[8]。
- 1934年（昭和9年） - 村社に昇格[4]。
- 1962年（昭和37年） - 東京オリンピック開催に伴う国道拡張のため境内地の一部が買収され、縮小境内地に社務所、町内神輿庫が再建新築される[7]。
- 1963年（昭和38年） - 鎮座300年再記念整備工事として、社殿の地上げ工事を行う[7]。
- 1984年（昭和59年） - せたがや百景に選定される[5]。
- 2002年（平成14年） - 第1回地域風景資産に選定される[5]。

## 境内
拝殿
1930年（昭和5年）建立。木造流造。
神輿庫
古木・大木
シイ2本、ケヤキ2本、イチョウ11本。
涸れずの井戸
薬水の井戸とも呼ばれる。現在は少し離れた場所でポンプで汲み上げられている。
昇格記念碑
1934年（昭和9年）に村社に昇格したことを記念して、1940年（昭和15年）に建てられた。。

### 境内社
清姫稲荷神社
本殿の向かって左側に建つ。清姫稲荷大神を祀る。白蛇が御神体と伝承される。
水神社
「枯れずの井戸」の神を祀る。

## 年中行事
主祭事として以下がある。
- 1月1日　元旦祭
- 2月節分日　節分祭
- 2月初午日　初午祭
- 3月第2日曜　講社大祭
- 6月23日　夏越大祓
- 9月第3土曜、日曜　神輿祭り
- 11月23日　新嘗祭
- 12月23日　年越大祓

## 参考画像

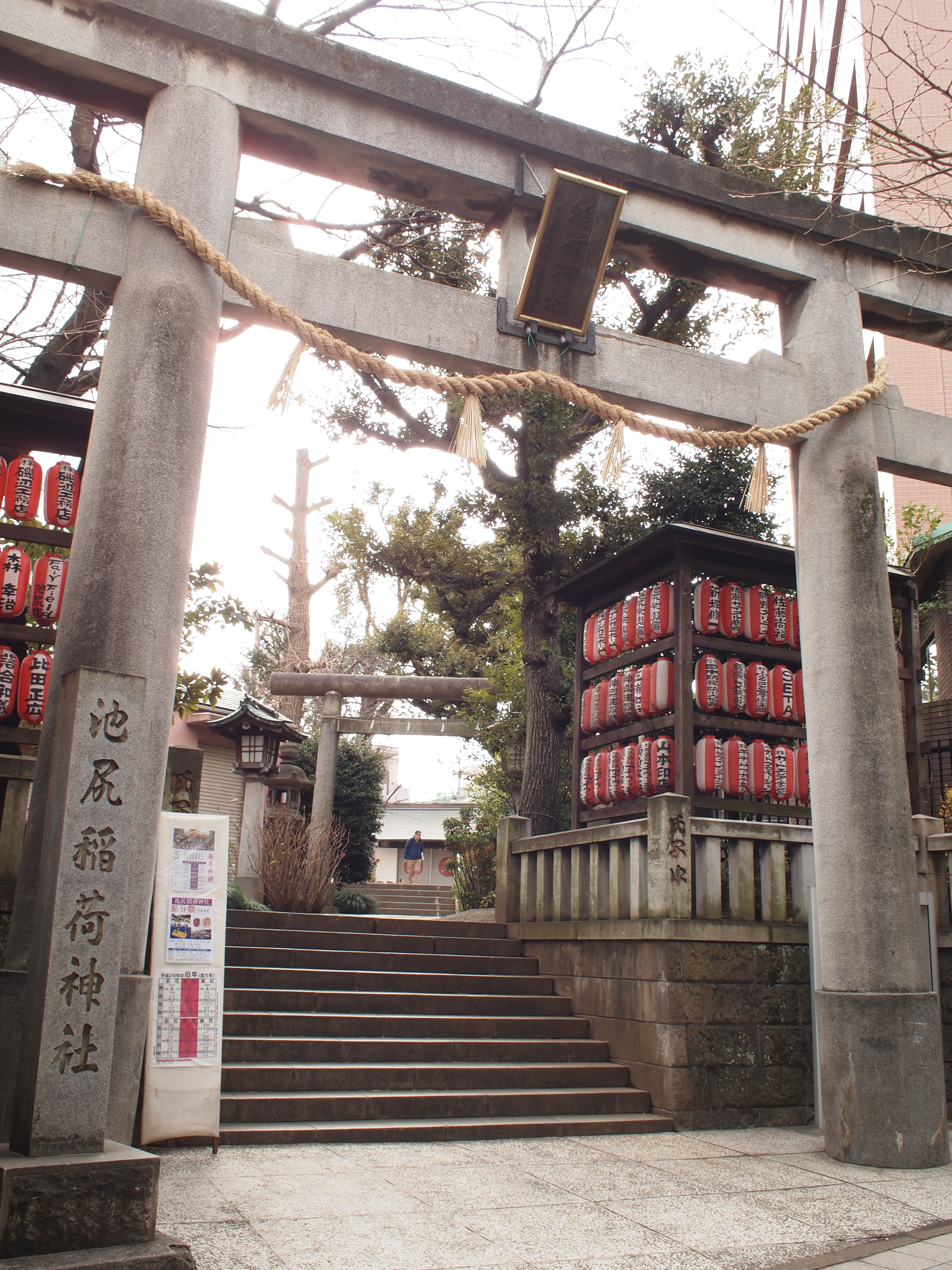
大鳥居
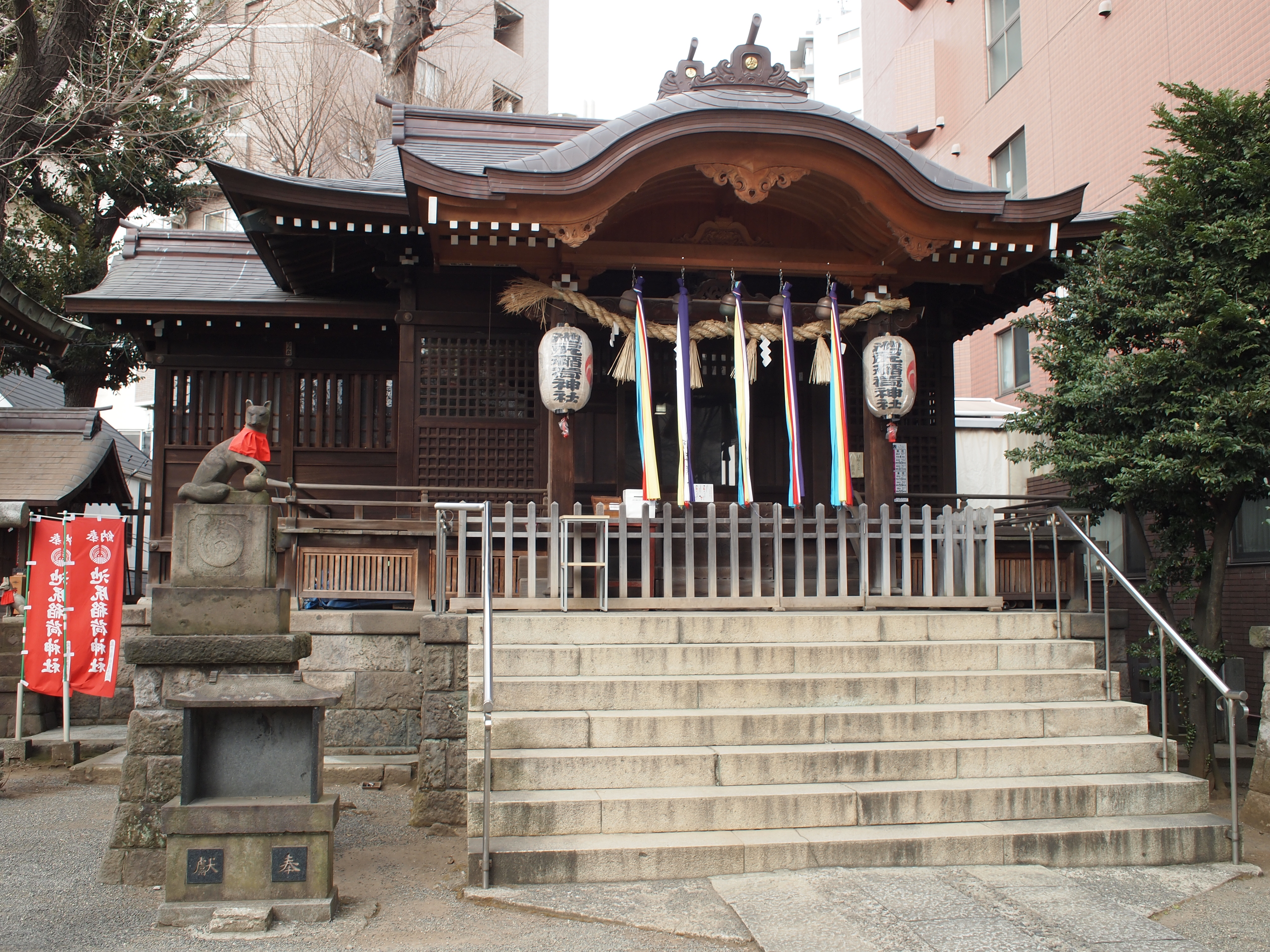
拝殿
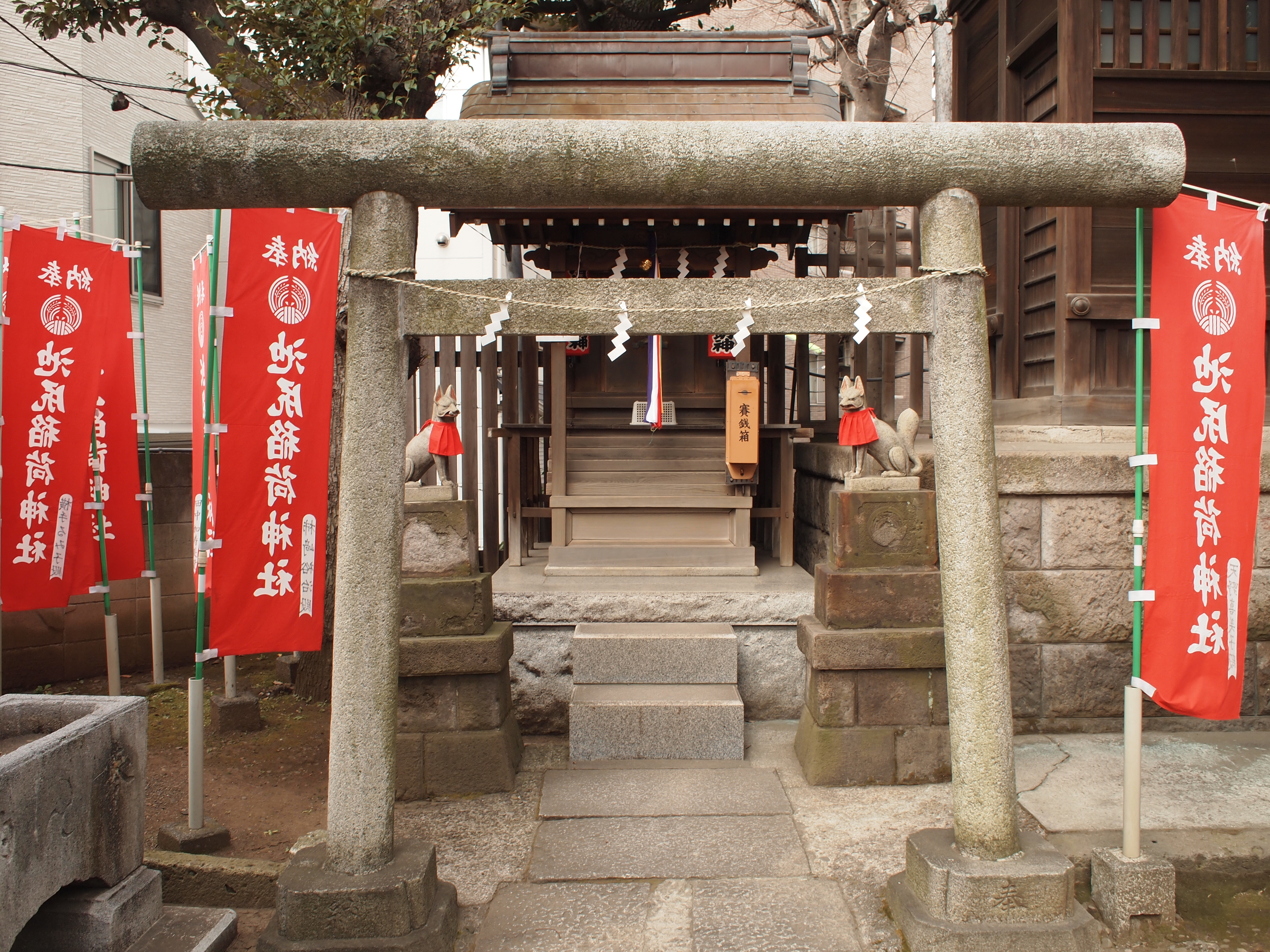
境内社の清姫稲荷神社
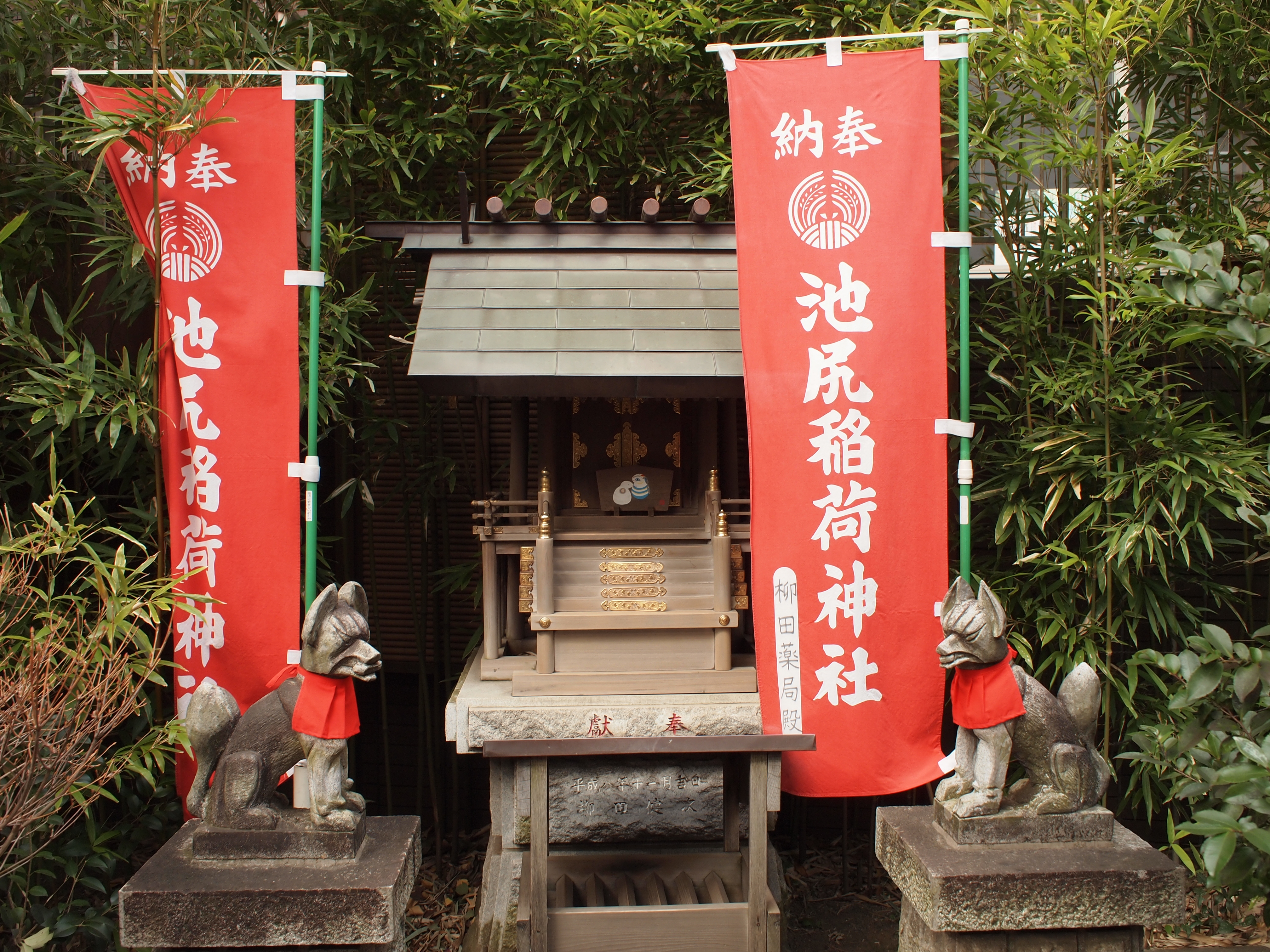
境内社の水神社
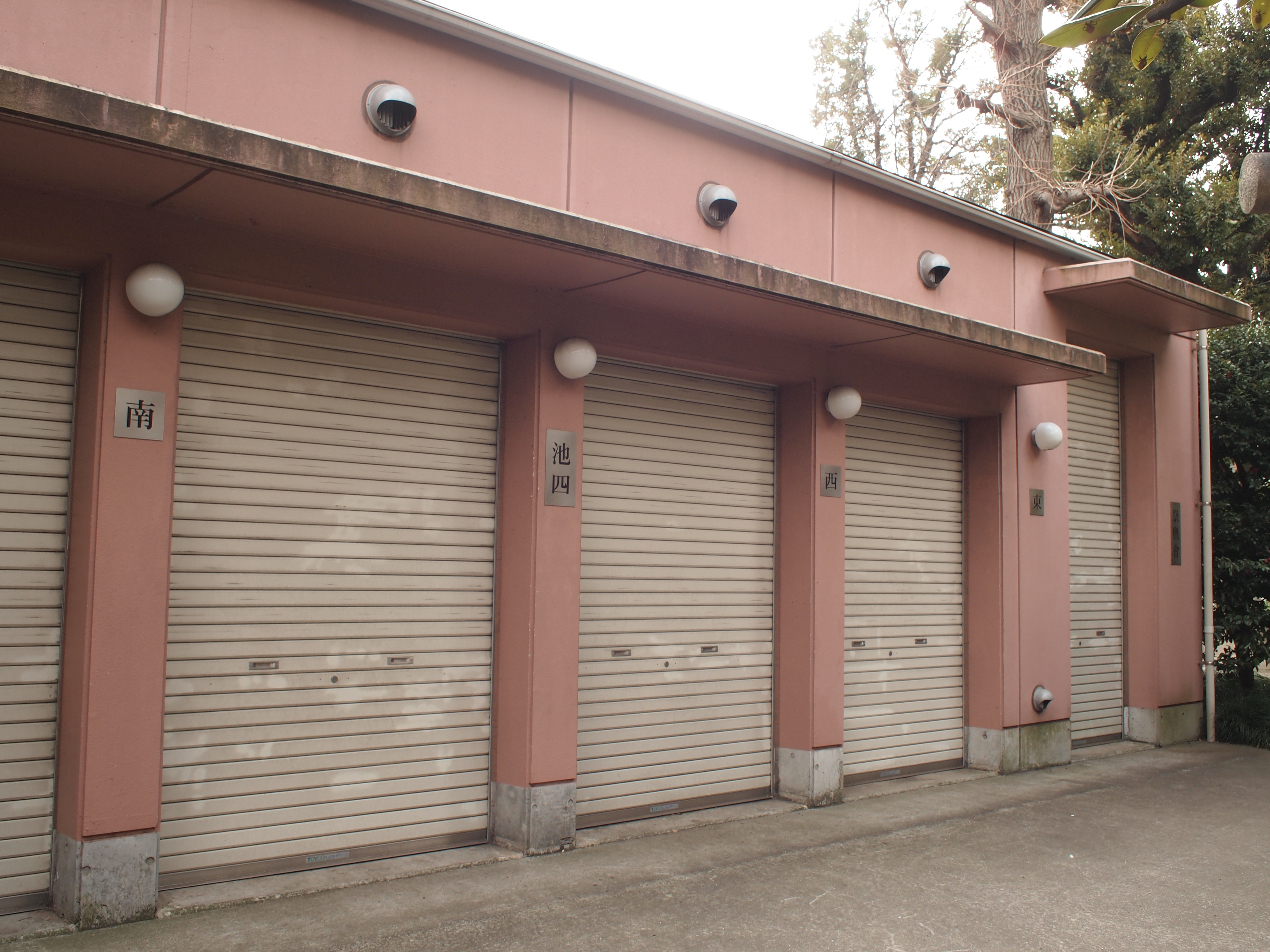
神輿庫
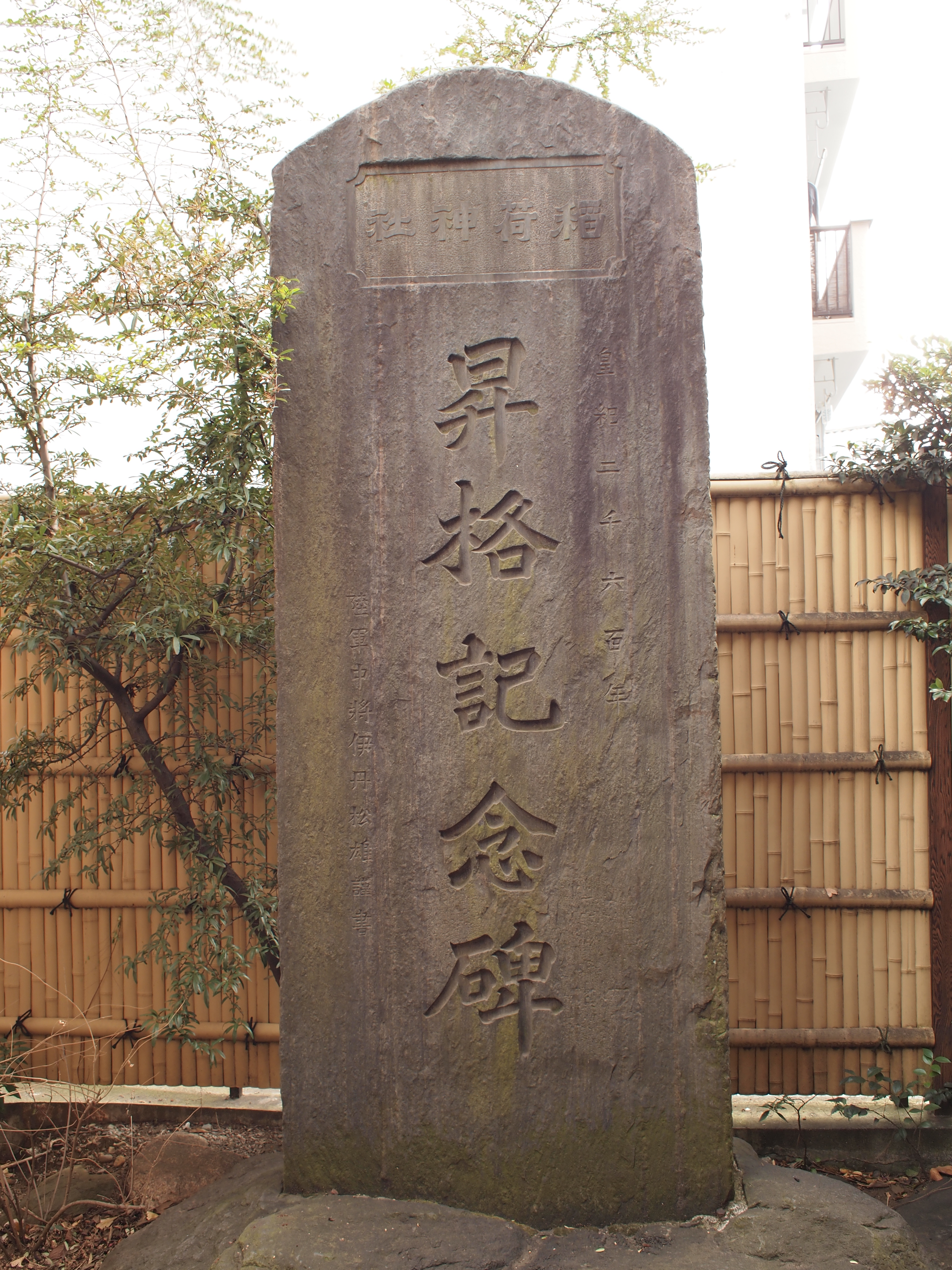
昇格記念碑

## 交通アクセス
- 鉄道
  - 東急田園都市線 池尻大橋駅下車 徒歩10分[7]
- バス
  - 小田急・東急バス 池尻下車 徒歩1分[3]